# Disconeura dissimilis
Disconeura dissimilis là một loài bướm đêm thuộc phân họ Arctiinae, họ Erebidae.